# 鄭樓
鄭樓（越南语：／；？—1509年10月7日），越南黎中興朝第一代郑主鄭檢的父親。忌日為農曆九月二十五日，安葬於清華處紹天府永福縣越安鄉（今屬清化省永祿縣永雄社越安村）。
鄭主初追封鄭樓為上宰相敦國公，後加封為毓德公。景興四十三年（1782年），聖祖盛王鄭森追尊鄭樓廟號興祖，封號毓德王，諡號直道。

## 家庭
- 夫人黃氏玉篤，追封淑妃，諡慈心
  - 子厚郡公鄭榔
  - 子惠郡公
  - 子世祖明康太王鄭檢
  - 子奮郡公鄭橔
  - 女慈善郡主鄭氏玉㮴
  - 女慈德郡主鄭氏玉𢈅